# Base aérea Severomorsk-3
La Base aérea Severomorsk-3 (en ruso: Аэродром Североморск-3; ICAO: XLMV; IATA: ), es un aeropuerto militar situado 28 km al este de Múrmansk, en el óblast de Murmansk, Rusia. 

## Pista
Severomorsk-2 dispone de una pista de hormigón en dirección 17/35 de 2.500x60 m. (8.202x197 pies).

## Operaciones militares
El grupo principal alojado en la base ha sido el 279 OKIAP (Regimiento Especial de Aviación Naval) sirviendo con las siguientes aeronaves: 41 aviones Su-25 (designación OTAN: Frogfoot), 4 Su-25UB (designación OTAN: Frogfoot-B), 5 entrenadores Su-25UTG (designación OTAN: Frogfoot-D), más de 27 Yak 38 (designación OTAN: Forger), de despegue vertical y 1 Yak-38U (designación OTAN: Forger-B), versión biplaza. Disponen también de aviones Su-33 (designación OTAN: Flanker-D). Estas aeronaves forman las dotaciones del portaaviones Almirante Kuznetsov.
Anteriormente el regimiento fue conocido como 279 OKSHAP (entre 1973 y 1990), 278 OMSHAP (entre 1990 y 1993) y 279 OKIAP (desde 1998 hasta la actualidad, tras la disolución del 57 SKAD.
Durante la guerra fría en el aeródromo se basaba también el 987 MRAP, entre cuyo armamento estaban los aviones Tupolev Tu-16 (designación OTAN: Badger).

## Sucesos
El 11 de mayo de 2000, como consecuencia de una avería en el caza Su-33 que produjo la pérdida de dirección, el coronel Pável Kretov se vio obligado a utilizar el asiento eyectable de su aeronave, cayendo a unos 53 km de la base de Severomorsk-3. No se produjeron daños al tratarse de una zona deshabitada.

## Enlaces externos

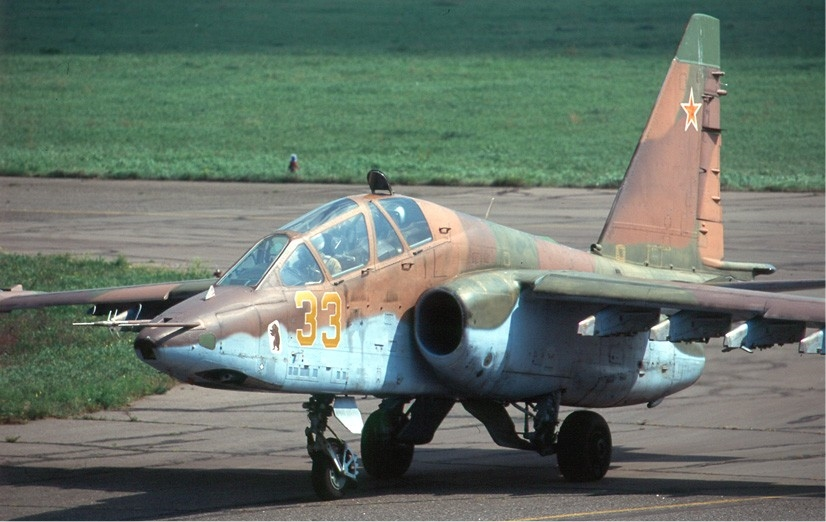
Su-25
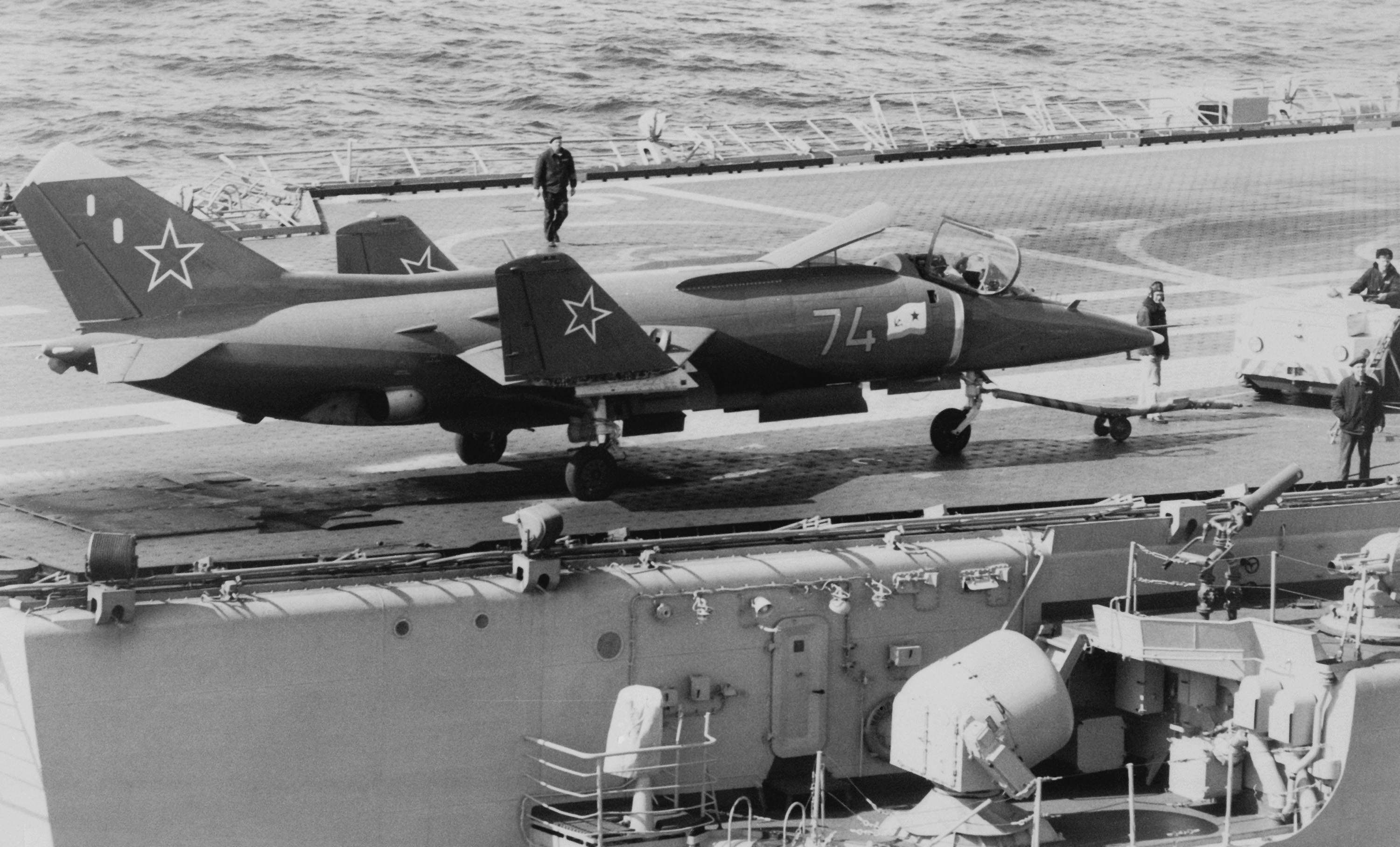
Yak-38 con las alas plegadas sobre la cubierta de un portaaviones
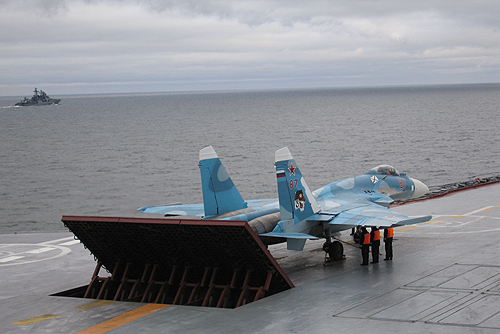
Su-33 en el portaaviones Almirante Kuznetsov